# ارجان راخی
ارجان راخی (انگلیسی: Arjan Raikhy؛ زادهٔ ۲۰ اکتبر ۲۰۰۲) بازیکن فوتبال است.
از باشگاه‌هایی که در آن بازی کرده‌است می‌توان به باشگاه فوتبال استون ویلا اشاره کرد.